# Kommando (Sydafrika)
Kommando er i Sydafrika den historiske betegnelse på en militsstyrke som kolonisterne der etablerede efter oprettelsen af Kapkolonien i 1652. Under de såkaldte kommandolove var kolonister pålagt at stille med våben og udstyr som for at få dyrket landet. 
Under den anden boerkrig kæmpede 75.000 boerkommandoer mod en styrke på 450.000 mand fra resten af det britiske imperium.